# الونز، ماین-ات-لوار
الونز، ماین-ات-لوار (به فرانسوی: Allonnes, Maine-et-Loire) یک کمون در فرانسه است که در Canton of Allonnes واقع شده‌است.

## خصوصیات
الونز ۳۶٫۳۳ کیلومترمربع مساحت و ۲٬۹۷۹ نفر جمعیت دارد و ۲۷ متر بالاتر از سطح دریا واقع شده‌است.